# Лангстрот, Лоренц Лорен
Лоренц (Лоренцо) Лорен Лангстро́т (англ. Lorenzo Lorraine Langstroth; 25 декабря 1810 года, Филадельфия — 6 октября 1895 года, Дейтон) — американский пчеловод, называется «отцом американского пчеловодства». Автор классического труда «Пчела и улей» — переведенного на множество языков, в том числе и русский.
Открыл "пчелиное пространство" равное 8±2мм, которое и стал использовать в своем разборном улье.